# James Baddiley
James Baddiley (15 mai 1918, à Manchester - 17 novembre 2008, à Cambridge) est un biochimiste britannique .

## Jeunesse et éducation
Baddiley est né et grandit à Manchester. Son père est directeur de recherche à la division des colorants ICI à Blackley. Il fréquente la Manchester Grammar School et l'Université de Manchester en 1937 pour étudier la chimie et obtenir un BSc et un MSc . Il est accepté comme étudiant au doctorat par le lauréat du prix Nobel Alexander Robert Todd .

## Carrière
Le groupe de Todd fait des travaux fondamentaux sur la chimie des nucléosides, des nucléotides et des acides nucléiques. Cela constitue la base de travaux ultérieurs sur le rôle de ces composés dans la biologie cellulaire et l'hérédité .
En 1944, il part avec Todd à l'Université de Cambridge et reçoit une bourse de recherche ICI. Ses travaux aboutissent à la première synthèse d'adénosine triphosphate (ATP) .
Il rejoint ensuite l'Institut Wenner-Gren (maintenant la Fondation Wenner-Gren pour la recherche anthropologique) à Stockholm avec une bourse du Conseil suédois de la recherche médicale. Plus tard, au Lister Institute de Londres, il établit la structure de plusieurs coenzymes nucléotidiques, en particulier la coenzyme A (CoA). Il fréquente ensuite Harvard avec une bourse Rockefeller.
De 1954 à 1977, il est professeur de chimie organique au King's College de l'Université de Durham, qui fait maintenant partie de l'Université de Newcastle. De 1975 à 1983, il est professeur de microbiologie chimique à Newcastle où il crée le laboratoire de recherche en chimie microbiologique (MCRL). L'objectif de ses travaux est la biosynthèse, la structure et la fonction biologique de divers composés biochimiques, en particulier la découverte des acides teichoïques, composants majeurs de la structure de la paroi cellulaire des bactéries gram-positives .
En 1981, Baddiley est membre fondateur du Conseil culturel mondial .
Après Newcastle, il reçoit une bourse de recherche senior du Science and Engineering Research Council et rejoint le département de biochimie de Cambridge. Cela conduit à la création de l'Institut de biotechnologie dont il est le premier président et il est également nommé membre du Pembroke College, Cambridge.

## Récompense
En 1961, il devient membre de la Royal Society et en 1963 membre de la Royal Society of Edinburgh. Il reçoit la médaille Davy en 1974 avec la citation : En reconnaissance de ses recherches distinguées sur la coenzyme A et des études sur les constituants des parois cellulaires bactériennes. Il est anobli en 1977 . Il reçoit aussi un DSc (Manchester), ScD (Université de Cambridge) et DSc honoraire de l'Université Heriot-Watt (1979)  et aussi de l'Université de Bath (1986) .
Pour ses travaux à l'Université de Newcastle sur les acides teichoïques, le bâtiment Baddiley-Clark récemment construit (abritant la recherche sur la biologie des cellules bactériennes) porte en partie son nom.